# Ahmed Shobair
Ahmed Shobair (Tanta, 28 de setembro de 1960) é um ex-futebolista egípcio. Ele competiu na Copa do Mundo FIFA de 1990, sediada na Itália, na qual a seleção de seu país terminou na 20º colocação dentre os 24 participantes.
Shobair defendeu, além da Seleção Egípcia, apenas o Al-Ahly, entre 1984 e 1996, ano em que pendurou as chuteiras.